# PZL-104 Wilga

El PZL-104 Wilga es un avión utilitario de despegue y aterrizaje corto (STOL) diseñado y construido en Polonia. El Wilga ha evolucionado a través de muchas versiones cada vez mejores en su producción continua que van desde 1962 hasta hoy.

## Diseño y desarrollo
Diseñado como un sucesor del Yak-12 de construcción polaca y del P.Z.L. 101 Gawron de él derivado.
El PZL-104 fue diseñado para uso rudo en el deporte, la aviación civil, con un fuerte énfasis en remolque de veleros y entrenamiento de paracaidistas. El prototipo de la primera variante Wilga (Tordo) se voló por primera vez el 24 de abril de 1962 y fue con un motor polaco de seis cilindros opuestos horizontales  Narkiewicz WN-6 de 180 cv . El Wilga un prototipo expuesto una serie de errores de diseño, el más grave de lo que fue exceso de peso y una restricción de visión trasera de tal manera que la tripulación no podía ver fácilmente un planeador remolcado. Esto dio lugar a una revisión del fuselaje completamente rediseñado que la aeronave, dirigida por Bronislaw Zurakowski y Frydrychewicz Andrzej.
Empezaron por conservar los principales elementos estructurales y exitosa subconjuntos de las alas en el diseño inicial. Una completamente nueva y delgada figura del fuselaje, se fortaleció agregó que también se ofrece un aspecto excelente visión trasera para la tripulación durante las operaciones de remolque planeador. Las puertas laterales fueron rediseñados para abrir más de una observación más aerodinámico o salidas de salto en paracaídas. El avión actualizado podría ser volado con las puertas abiertas si es necesario, había la posibilidad de una conversión a ambulancia aérea.
La nueva variante, PZL-104 Wilga 2P, voló por primera vez el 1 de agosto de 1963 seguido por un ciclo de producción corto, que (más tarde se convirtió en la C Wilga Wilga y configuraciones de la marca 3). El 30 de diciembre de 1963, el C Wilga (o Wilga Mark 2 subvariante C), una variante de exportación de Indonesia, fue trasladado en avión, propulsado por los motores de seis cilindros horizontales opuestos Continental O-470-13A u O-470-L de 225 cv. El fuselaje del Wilga 2 había demostrado ser un buen diseño, pero el motor WN-6RB no se desarrolló plenamente y por lo tanto no entró en producción en serie. Como resultado, se decidió utilizar el motor radial, de 260 cv Ivchenko AI-14R, y esto llevó a la variante PZL-104 Wilga 3, que voló por primera vez el 31 de diciembre de 1965. El nuevo motor es más potente, pero echado a perder las líneas del fuselaje previamente limpio y aerodinámico, diseñado originalmente para un motor plano, sin embargo, la nueva variante se ha realizado correctamente. Debido a la combinación de la potencia del motor y la capacidad STOL, una extraordinariamente alta tasa de ascenso - máxima 11 m / s (2.165 pies por minuto) con una carga mínima posible. Uno de algunos defectos restantes fue un motor relativamente poco rentable.
Otra variante, el Wilga 32, fue una mejora de las exportaciones de pequeñas variantes en serie con un motor Continental O-470-R, producida también en Indonesia como "Gelatik". Después de producir 13  Wilga, hubo algunas mejoras, sobre todo una base del tren de aterrizaje se incrementó de 2,12 m a 2,83 m para mejorar la estabilidad. Un modelo mejorado, designado PZL-104 Wilga 35, voló por primera vez el 29 de junio de 1967, posteriormente entrar en producción en masa. La variante más numerosa de Wilga 35 fue del avión utilitario Wilga 35A, otros fueron construidos en pequeñas cantidades o se ha mantenido prototipos.
Desde 1979, el Wilga 80 entró en producción, un modelo mejorado certificado para el mercado de los EE. UU. A finales de 1990 la Wilga PZL-104M de 2000 de la familia se ha desarrollado con motores Lycoming plana y con una aerodinámica mejorada.
Más de 1.000 Wilga de todo tipo han sido construidos, incluyendo 935 de la Wilga 35 y 80, haciendo que el PZL-104 de la producción de mayor volumen de ejecución de cualquier diseño de la aeronave polaca. Un proveedor canadiense de aeronaves incluso consideró la construcción de la aeronave Wilga de la liga cadete de aire debido a su total conformidad con los requisitos de formación planeador, y la necesidad de más aviones, pero fueron incapaces de obtener el pleno apoyo de EADS para producir aún más la Wilga PZL-104M 2000.

## Descripción
Con una estructura de aluminio todos los Wilga tienen un ala alta en voladizo monoplano STOL, con un diseño convencional. La cabina principal está construida de duraluminio, remachadas y onduladas, lo que aumenta la resistencia y durabilidad de la masa baja del fuselaje de semi-monocasco. El larguero rectangular del ala está equipado con flaps y slats puesto de ranurado contra. La cabina de cuatro asientos está equipada con dos grandes puertas laterales, se abren hacia arriba para facilitar la carga grande, rápida entrada/salida. Las ruedas principales se unen a un tren articulado convencional de aterrizaje fijo y con una rueda de cola de alta resistencia surgido y gancho de remolque para planeadores. Las dos palas de la hélice de madera compuestas se ven reforzadas con bordes metálicos unidos. Los modelos más recientes de Wilgas utilizan hélices completas de metal y motores norteamericanos Continental O-470 con la rotación normal. Del mismo modo, en la actualidad dos tanques de combustible (195 L/42.9 EE. UU. Gal EE. UU. y 51,5) se encuentran en las alas.

## Servicio
Los Wilga se utilizan en la aviación civil para el turismo, la observación, remolque de planeadores, paracaídas de formación, y Bush Flying. En Polonia, forman la columna vertebral del contingente Aero Club polaco donde están los aviones básicos utilizados en el entrenamiento de vuelo. Los pilotos polacos volando Wilga han ganado numerosos premios en el FAI World Rally y el Campeonato de vuelo de precisión de vuelo, de 1978 a 2006. En el servicio militar se utilizan como enlace, recuperación y plataformas de observación ligeras.

## Variantes
Wilga 2: Variante de la primera producción con WN-6 motor plana (series pequeñas - alrededor de 10, se convirtió al Wilga C y 3).
Wilga 3A: Versión de Aero club.
Wilga 3S: Ambulancia aérea.
Wilga C (2C): Wilga 2 con motor Continental O-470 de Indonesia. 16 aviones construidos en Polonia, algunos de ellos reunidos en Indonesia.
Wilga 3: Variante modificada de serie con motor radial IA-14, 13 construidos (incluyendo 2 Wilga 2s convertidos).
Wilga 32: Wilga 3 con motor Continental O-470 de Indonesia. 6 aviones construidos en Polonia, 18 en Indonesia con el nombre Gelatik. Algunos estaban equipados como aviones agrícolas.
Wilga 35: Variante básica con motor de IA-14.
Wilga 35A: Producción masiva de la variante básica para la aviación deportiva, con gancho de remolque de planeadores, producido a partir de 1968.
Wilga 35H: Hidroavión variante de exportación construido en cooperación con Canadá, volado por primera vez el 30 de octubre de 1979.
Wilga 35P: Variante de enlace militar o de pasajeros (sin gancho de tracción), voló en 1968.
Wilga 35R: Aeronaves agrícolas de 1978, con 300 l de productos químicos (probablemente no construidos en serie).
Wilga 35S: Ambulancia aérea de 1968, uno hecho.
Wilga 40: Variante con elevadores de una sola pieza a bombo y platillo en 1969, dos prototipos solamente.
Wilga 80: Wilga 35 modificado de acuerdo con la normativa FAR para el mercado de EE. UU., de 1979, impulsado por un motor PZL AI-14RA, producido en serie.
Wilga 80/1400 (80H): Hidroavión de exportación de 1982 construido en cooperación con Canadá, impulsado por un motor PZL AI-14RD (206 kW / HP 280)
Wilga 80/550 Melex: Wilga 80 equipado con motor Continental plano en los EE. UU., de 1992 (prototipo)
Wilga 88: Desarrollo de Wilga en la década de 1980, que llevó a PZL-105 Flaming.
PZL-104M Wilga 2000: Variante con el motor Lycoming plano, alas modificadas y mejora de la aerodinámica, producido a partir de 1998.
PZL-104MW Wilga 2000 Hydro: Versión de hidroavión del Wilga 2000, voló el 19 de septiembre de 1999.
PZL-104MF Wilga 2000: Patrulla de la versión de Wilga 2000 por la Guardia de Fronteras de Polonia.
PZL-104mn Wilga 2000: Una versión más reciente de 2001.

PZL-104M Wilga 2000: Última variante de Wilga 2000 hizo en 2005, con una aerodinámica mejorada y winglets, impulsado por un motor Lycoming I0-540 300 CV. Ya no se fabrican.

## Especificaciones técnicas
- Tripulación: 1
- Capacidad de pasajeros: 3
- Longitud: 8,10 m (26 pies 6 pulg)

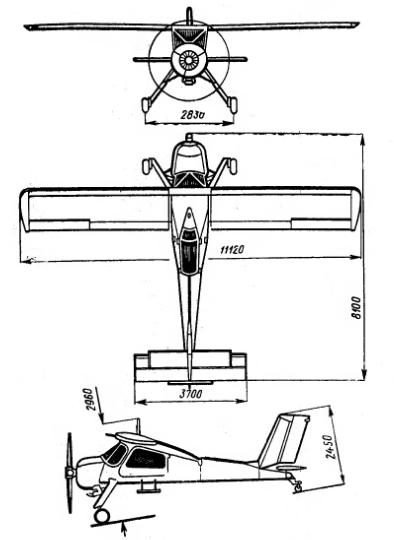

- Envergadura: 11,12 m (36 pies 5 pulgadas)
- Altura: 2,96 m (5 pies y 8 pulgadas)
- Superficie alar: 15,50 m² (166,85 m²)
- Peso en vacío: 900 kg (1984 lb)
- Peso bruto: 1.300 kg (2.868 libras)
- Planta motriz: 1 × Ivchenko AI-14RA, refrigerado por aire de 9 cilindros con motor de pistón radial, 194 kW (260 CV)

Rendimiento
- Velocidad máxima: 195 km / h (121 mph)
- Alcance: 670 km (416 millas)
- Techo de vuelo: 4.040 m (13.255 pies)
- Régimen de ascenso: 5,5 m / s (1082 ft / min)